# Cyprinus yunnanensis
Cyprinus yunnanensis är en fiskart som beskrevs av Tchang, 1933. Cyprinus yunnanensis ingår i släktet Cyprinus och familjen karpfiskar. IUCN kategoriserar arten globalt som akut hotad. Inga underarter finns listade i Catalogue of Life.